# Mario Bonivento
Mario Bonivento (né le 28 janvier 1903 à Pula (à l'époque Pola) en Autriche-Hongrie et mort à une date inconnue) est un joueur de football italien, qui jouait au poste d'ailier.

## Biographie
Bonivento commence sa carrière pour le club d'Edera Pola, puis joue ensuite dans des équipes de divisions inférieures tels que l'Edera Trieste et l'Audace Taranto.
En 1927, il rejoint le club turinois de la Juventus pour une saison (jouant son premier match le 25 septembre 1927 lors d'une défaite en championnat 2-1 contre Casale). 
L'année suivante, il rejoint Pro Patria puis Vomero.
En 1931, il part dans le sud pour jouer au Napoli, avant de partir pour Livourne et Grion Pola. Il termine sa carrière à l'Arsa de 1937 à 1939.